# Florian Cosandey
Pour les articles homonymes, voir Cosandey.
 (septembre 2024).
Florian Cosandey, né le 16 juin 1897 à Sainte-Croix et mort à Lausanne le 28 novembre 1982, est un enseignant, botaniste vaudois, conservateur du Musée botanique cantonal et du Jardin botanique de Montriond.

## Biographie
Florian Cosandey est d'abord ingénieur-constructeur, puis il obtient une licence en sciences naturelles. Après son doctorat sur les desmidiacées, des algues microscopiques, commencé en compagnie de Charles Meylan à Sainte-Croix, il est nommé en 1936 directeur de l’Institut de botanique à l’Université de Lausanne où il succède à Ernest Wilczek. Il sera doyen de la Faculté des sciences de 1940 à 1944, et recteur de l’Université de 1948 à 1950.
Florian Cosandey réalise plusieurs travaux qui l’amènent à étudier l’hydrobiologie de divers lacs, dont celui de Bret, ainsi que les micro-organismes (algues et pollens fossiles) de la tourbière des Tenasses sur Vevey. Il est en quelque sorte l’instigateur de la paléobotanique à Lausanne.
C’est surtout comme responsable du déménagement du Jardin botanique de Couvaloup à Montriond que Florian Cosandey est connu. Reprenant, en 1937, ce que Ernest Wilczek avait commencé en 1914, le professeur Cosandey établit un cahier des charges pour un nouveau Jardin botanique dont l’organisation architecturale est confiée à Alphonse Laverrière et la construction paysagère à Charles Lardet.
Le biologiste voit le jardin comme une représentation de la diversité végétale du canton dans un cadre plutôt bucolique avec de petits sentiers rappelant ceux des vignes, alors que l’architecte-urbaniste, fort de la création des cimetières lausannois, a une vision beaucoup plus majestueuse. Le jardin de Montriond est un équilibre entre ces deux visions. Dans un espace fortement structuré, il regroupe les principales situations où croissent des plantes.

## Sources
- « Florian Cosandey », sur la base de données des personnalités vaudoises sur la plateforme « Patrinum » de la Bibliothèque cantonale et universitaire de Lausanne.
- Jean-Louis Moret (mars 2006)
- Olivier Robert, Francesco Panese, Dictionnaire des professeurs de l’Université de Lausanne dès 1890, Lausanne, 2000, p. 272
- P.-E. Pilet, "Florian Cosandey", in Bulletin de la Société vaudoise des sciences naturelles, 76/3 (1983), p. 281-282 -
- Musée et jardins botaniques : Herbier peint de Florian Cosandey
- Musée et jardins botaniques : Les créateurs du jardin